# Acton Trussell and Bednall
Acton Trussell and Bednall es una parroquia civil del distrito de South Staffordshire, en el condado de Staffordshire (Inglaterra).

## Demografía
Según el censo de 2001, Acton Trussell and Bednall tenía 1105 habitantes (50,68% varones, 49,32% mujeres). El 16,11% eran menores de 16 años, el 79,73% tenían entre 16 y 74, y el 4,16% eran mayores de 74. La media de edad era de 42,68 años. Del total de habitantes con 16 o más años, el 15,86% estaban solteros, el 74,33% casados, y el 9,82% divorciados o viudos. Había 436 hogares con residentes, 5 vacíos, y 3 eran alojamientos vacacionales o segundas residencias.